# Историјски архив Ниш
Историјски архив Ниш је установа културе која прикупља и чува трагове прошлости у виду докумената, књига, фотографија, пројеката, плаката и сличног.

## Историја
Године 1846. је Српско учено друштво иницирало идеју о чувању писане грађе, али је Народна скупштина Краљевине Србије 2. децембра 1898. у Нишу донела Закон о Државној архиви и поставила темеље савремене архивистике у Србији. За првог управника је 1900. постављен Михаило Гавриловић рођен у Алексинцу, нишки гимназијалац и професор Учитељске школе и гимназије у Нишу. По доношењу Закона, одлуком Министарства просвете Србије и решењем од 24. априла 1948. је основано Архивско средиште у Нишу. Од оснивања до данас је мењао назив, организацију и територијалну надлежност. У периоду од 1951. до 1956. је Градска државна архива са територијалном надлежношћу и правом надзора на подручју Ниша, Пирота, Лесковца, Прокупља и Врања, а право прикупљања и заштите архивске грађе се простире на срезове Алексиначки, Моравски, Нишки, Ражањски, Сокобањски, Сврљишки, Јастребачки, Добрички, Косанички, Заплањски, Белопаланачки, Лесковачки, Власотиначки, Јабланички, Лужнички, Врањански, Јужноморавски, Масурички, Босилеградски и Пчињски. У периоду од 1956. до 1959. ради под називом Историјски архив среза Ниш чија надлежност обухвата Нишки, Прокупачки и Пиротски срез са шеснаест општина. Укидањем Пиротског среза 1959.
Државна архива среза Пирот је припојена Историјском архиву среза Ниш под називом Архивски центар Пирот, а 1960. одлуком Савета нишког архива се оснива и Архивски центар у Прокупљу чиме се надлежност Архива у Нишу своди на територијалну надлежност Нишког, Топличког и Пиротског среза. Решењем бр. 11382/67 донетог 12. априла 1967, а у вези са Законом о новој територијалној подели Социјалистичке Републике Србије, Скупштина општине Ниш преузима право, обавезе и дужност оснивача Историјског архива у Нишу који у свом саставу има архивска одељења Пирот и Прокупље. Формирањем округа у Србији 1991. дотадашња архивска одељења Прокупље и Пирот прерастају у самосталне архивске установе, а Историјски архив Ниш је надлежан за територију града Ниша и општина Алексинац, Гаџин Хан, Дољевац, Мерошина, Ражањ, Сврљиг и Сокобања. Архивско средиште је почело са радом у згради Учитељског дома, а 1949. године је пресељено у зграду у северозападном делу Нишке тврђаве где се и данас налази. Приземни објекат издужене основе саграђен 1890. је једини војни објекат подигнут у тврђави после ослобођења од Турака, најпре је коришћен за смештај Картографског одељка српске војске, а од почетка 20. века до Првог светског рата у њој је радила Прва подофицирска артиљеријска школа у Нишу. У току Првог светског рата бугарски окупатори су је користили као затвор, између два светска рата као касарну до 1949. када је војска напустила тврђаву и предала је граду када је припала архиву, а 1975. године је стављена под заштиту државе и проглашена спомеником културе. Адаптирана је 1966, у депоима Историјског архива Ниш се чува преко 800 фондова, 4000 дужних метара архивске грађе која чини покретно културно добро и обухвата све области друштвеног живота: управу и јавне службе, правосуђе, просвету, привреду и банкарство, друштвено-политичке организације, верске установе, спортске организације, породичне и личне фондове, као и специјалне збирке. Најстарији документ који се чува у Историјском архиву Ниш је бакротиск из 1737. који је уједно и најбитнији извор о аустријском освајању Ниша исте године, представља летак штампан у Аугзбургу и чува се у архиву од 1956. када је добијен на поклон од Месног историјског архива Птуј. Најдрагоценија грађа датира из 19. века и сврстана је у 56 фондова од изузетног и великог значаја проглашена од стране Владе Србије 1979. и 1998. године.
Архивска грађа од изузетног значаја је сврстана у пет фондова: Окружно повереништво за утврђивање злочина окупатора и њихових помагача Ниш, Среска комисија за ратну штету Среза нишког, Среска комисија за ратну добит Среза нишког, Окружни суд Ниш и Окружни привредни суд Ниш. Поседују и седам збирки фотографија, плаката, Varia и 77 рукописних хроника, биографија и аутобиографија учесника Народноослободилачке борбе народа Југославије које су проглашене грађом од великог значаја, микрофилмова и збирка печата. Библиотечки фонд обухвата 13.000 наслова, 75 старих ретких књига насталих у периоду од 1788. до 1867. године. Најстарију међу њима Басне Езопове и других баснописаца је превео и приредио Доситеј Обрадовић. Издавачком делатношћу се баве од 1982. када је штампан зборник докумената најстаријег фонда „Сокобања и Срез бањски (1836—1914)”, а од 2003. године почиње са излажењем часопис „Пешчаник” који је временом постао један од најпрепознатљивијих симбола Историјског архива Ниш. Чувају 128 ретких књига из периода од 1868. до 1941, 201 нишку публикацију од 1885. до 1945, часописе и новине од 1841. до 1941. и црквене матичне књиге рођених, венчаних и умрлих од 1838. до 1913. Од свог постојања до данас су организовали преко деведесет тематских изложби докумената, књига, фотографија и других експоната. За свеукупну делатност и остварене резултате на заштити архивске грађе су добили многа признања, међу којима је награда Златна архива 2008. коју додељује Фонд Александра Арнаутовића.